# Dubbelspår

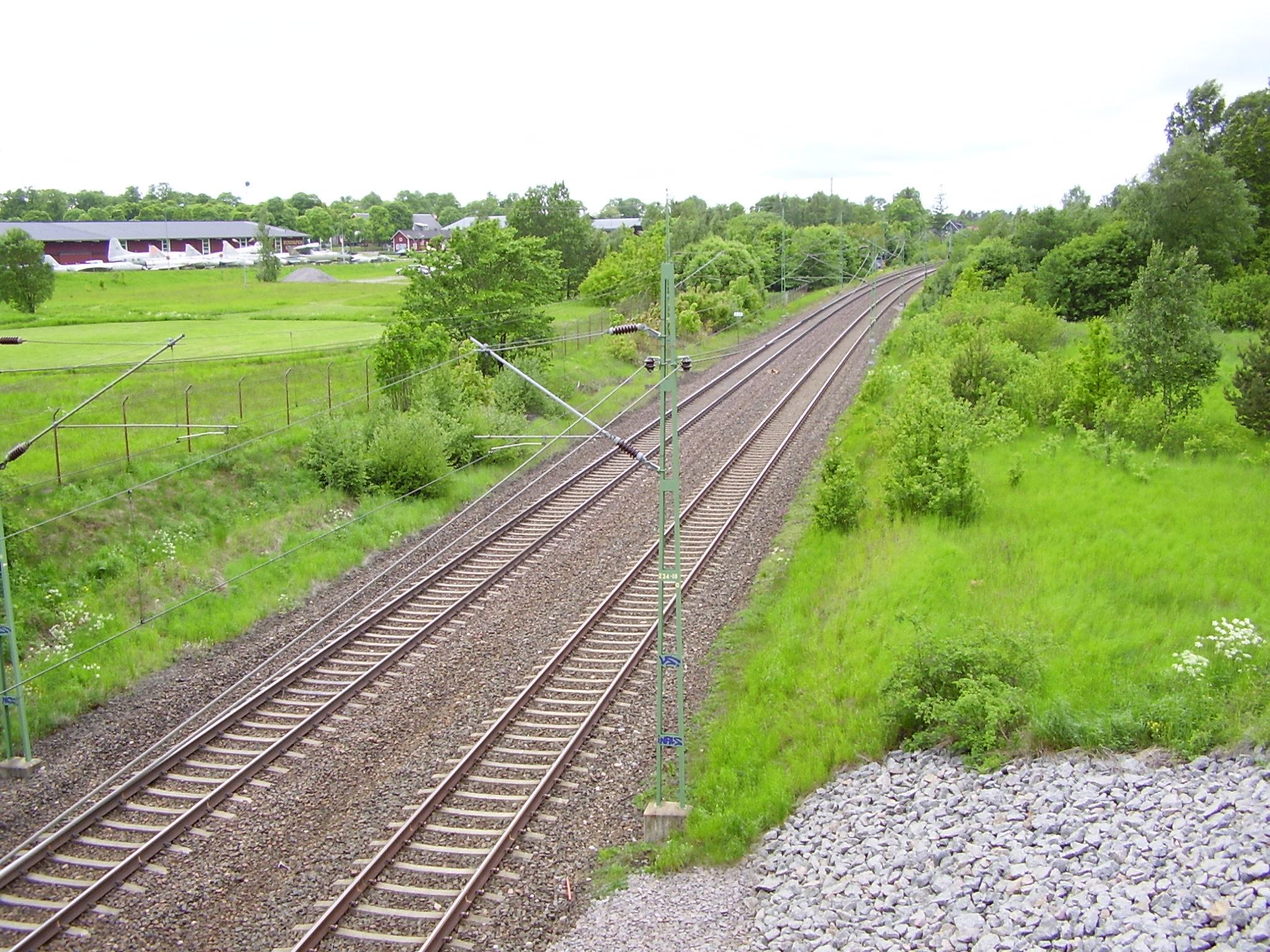
Södra stambanan vid Malmslätt är ett dubbelspår.

Ett dubbelspår består av två parallella järnvägsspår längs en längre sträcka. Tåg eller spårvagnar kan då köra i full hastighet i vardera riktningen på var sitt spår utan att påverka varandra; detta till skillnad mot enkelspår då fordonen körs i båda riktningarna på samma spår och måste mötas vid så kallade mötesstationer där det finns flera spår och där fordonen väntar in varandra. Dubbelspår ger mycket större kapacitet än enkelspår och är vanligt på hårt trafikerade järnvägar, tunnelbanesystem och spårvägar. Om trafiken är mycket tät förekommer också trespår, fyrspår och så vidare.
Vid underhållsarbeten måste man tillfälligt köra enkelspårigt. Vidare måste man kunna låta snabbare tåg köra om långsammare. Därför förekommer krysstationer med vissa intervall. En krysstation möjliggör byte av spår i bägge riktningarna.
Avståndet mellan de två parallella spåren varierar både mellan och inom länder. I Sverige är det för järnväg normalt 4,5 m räknat från spårens mitt.

## Historia
I Sverige var dubbelspåret Malmö - Lund klart år 1900.
Lund - Hässleholm var klart år 1905.